# 배럴 (기업)
배럴(BARREL)은 대한민국의 수영복 브랜드로, 2010년에 설립되었다.

## 상장
2018년 2월 1일에 공모가 9,500원에 상장하였다. 

## 본점 및 지점 현황
- 본점: 서울특별시 강남구 논현로 709, 4층 (논현동, 로얄빌딩)
- 지점: 부산광역시 기장군 기장읍 기장해안로 147, 2층 (롯데몰 동부산점)